# Saint-Thonan
Saint-Thonan település Franciaországban, Finistère megyében. Lakosainak száma 1943 fő (2022. január 1.). Saint-Thonan Kersaint-Plabennec, Landerneau, Ploudaniel és Saint-Divy községekkel határos.

## Népesség
A település népessége az elmúlt években az alábbi módon változott:
| Lakosok száma | 527  | 769  | 1083 | 1302 | 1568 | 1689 | 1821 | 1899 | 1916 | 1943 |
|               | 1968 | 1982 | 1990 | 2006 | 2013 | 2015 | 2017 | 2019 | 2020 | 2022 |